# Amphiesma taronensis
Amphiesma taronensis е вид влечуго от семейство Natricidae. Видът е почти застрашен от изчезване.

## Разпространение
Разпространен е в Мианмар.